# Carles Albert I de Sardenya
Carles Albert I de Sardenya o Carles Albert de Savoia-Carginano (París, França 1798 - Porto, Regne de Portugal 1849) fou un príncep de Savoia-Carignano amb el tractament d'altesa reial que esdevingué l'any 1831 rei de Sardenya.

## Orígens familiars
Va néixer el 2 d'octubre de 1798 a la ciutat de París, en aquells moments sota la Primera República Francesa, essent fill del príncep Carles Manuel de Savoia-Carignano i de la princesa Maria Cristina de Saxònia. Carles Albert era net per via paterna del príncep Carles Manuel de Savoia-Carignano i de la princesa Maria Josepa de Lorena-Lambesc-Brionne i per via materna del príncep Carles Cristià de Saxònia i de la princesa Francesca von Corvin-Krasinski.

## Vida

### Joventut
Educat en l'ambient afrancesat de la ciutat de Ginebra i posteriorment a París en el marc de l'Imperi de Napoleó Bonaparte, l'any 1815 retornà a Torí. Des de la seva tornada a la capital piemontesa, els liberals sards li evidenciaren importants simpaties que ell agraí i sabé conservar.

### Regència
L'any 1821 fou nomenat regent del Regne a conseqüència de l'absència del rei Carles Fèlix I de Sardenya. Aprofitant l'absència del monarca, Carles Albert concedí una constitució liberal pel regne que a la tornada de Carles Fèlix fou revocada. El rei, com a càstig, l'envià a Espanya a servir l'exèrcit de Lluís XVIII de França en l'expedició dels Cent Mil Fills de Sant Lluís de l'any 1823. Carles Albert es distingí com a soldat en la batalla del Trocadero de 1823 que serví per aniquil·lar els constitucionalistes espanyols.

### Ascens al tron
Carles Albert era el cap de la casa principesca dels Savoia-Carignano com a membre de més edat d'aquesta dinastia i al morir el rei Carles Fèlix I de Sardenya sense descendència l'any 1831, Carles Albert accedí al tron sard.
Amb el seu regnat s'inicià el llarg viatge que culminaria l'any 1870 amb la unificació total de la península Itàlica. El rei promulgà l'anomenat Statuto Albertino pel qual es concedia una constitució liberal al Regne seguint les línies generals de les llibertats franceses de la Revolució.
Durant els fets revolucionaris de l'any 1848 el rei Carles Albert fou l'únic monarca italià que donà suport als revolucionaris liberals que pretenien la unió territorial de la península. Per això, declarà la guerra a l'Imperi austríac amb la qual s'enfrontà a la Batalla de Custoza el 1848 i a la batalla de Novara l'any següent, i resultà derrotat en ambdós enfrontaments.

### Abdicació
El 23 de març de 1849 decidí abdicar en favor del seu fill primogènit, el rei Víctor Manuel II d'Itàlia i s'exilià a la ciutat de Porto on morirí el 28 de juliol del mateix any. Posteriorment les seves restes mortals foren traslladades a la Basílica de Superga.

## Núpcies i descendents
El dia 30 de setembre de l'any 1817 contragué matrimoni a la ciutat de Florència amb l'arxiduquessa Maria Teresa d'Àustria-Toscana, filla del gran duc Ferran III de Toscana i de la princesa Lluïsa de Borbó-Dues Sicílies. La parella tingué tres fills:
- SM el rei Víctor Manuel II d'Itàlia, nat a Torí el 1820 i mort a Roma el 1878. Es casà en primeres núpcies amb l'arxiduquessa Adelaida d'Àustria i en segones núpcies amb Rosa Teresa Vercellana, comtessa di Mirafiori e Fontanafredda.
- SAR el príncep Ferran de Savoia-Gènova, duc de Gènova, nat a Florència el 1825 i mort a Torí el 1855. Es casà amb la princesa Elisabet de Saxònia.
- SAR la princesa Maria Cristina de Savoia, nada a Torí el 1826 i morta a la capital piemontesa el 1827.